# Jerzy Pilch
Jerzy Pilch (n. 10 august 1952, Wisła, Voievodatul Silezia, Polonia – d. 29 mai 2020, Kielce, Polonia) a fost un scriitor, publicist, dramaturg, jurnalist și scenarist polonez. A absolvit filologia polonă la Universitatea Jagiellonă. A fost foiletonistul revistelor: Tygodnik Powszechny, Dziennik, Polityka, Przekrój. Deținător a mai multor premii literare, printre care Premiul Fundației „Kościelski” (1989), Premiul Paszport „Polityki” (1998), Premiul Nike (2001, pentru romanul Pod Mocnym Aniołem).

### Opere literare
- Wyznania twórcy pokątnej literatury erotycznej, Londyn: Puls, 1988 (Nagroda Fundacji im. Kościelskich 1989).
- Spis cudzołożnic. Proza podróżna, Londyn: Puls, 1993.
- Rozpacz z powodu utraty furmanki, Kraków: Znak, 1994.
- Inne rozkosze, Poznań: a5, 1995.
- Monolog z lisiej jamy, Kraków: Universitas, 1996.
- Tezy o głupocie, piciu i umieraniu, Londyn: Puls, 1997 (finalistka Nagrody Literackiej Nike 1998).
- Tysiąc spokojnych miast, Londyn: Puls, 1997.
- Bezpowrotnie utracona leworęczność, Kraków: Wydawnictwo Literackie, 1998 (finalistka Nagrody Literackiej Nike 1999, Paszport Polityki 1998).
- Opowieści wigilijne, wraz z Olgą Tokarczuk i Andrzejem Stasiukiem, "Czarna Ruta", 2000.
- Pod Mocnym Aniołem, Kraków: Wydawnictwo Literackie, 2000 (Nagroda Literacka Nike 2001).
- Upadek człowieka pod Dworcem Centralnym, Kraków: Wydawnictwo Literackie, 2002.
- Miasto utrapienia, Warszawa: Świat Książki, 2004.
- Narty Ojca Świętego, Warszawa: Świat Książki, 2004.
- Moje pierwsze samobójstwo, Warszawa: Świat Książki, 2006 (finalistka Nagrody Literackiej Nike 2007).
- Pociąg do życia wiecznego, Warszawa: Świat Książki, 2007 (zbiór felietonów, które ukazały się w latach 2002-2006 na łamach tygodnika "Polityka" i od czerwca 2006 w "Dzienniku").
- Marsz Polonia, Warszawa: Świat Książki, 2008.
- Sobowtór zięcia Tołstoja, Warszawa: Świat Książki, 2010.
- Dziennik, "Wielka Litera", 2012.
- Wiele demonów, "Wielka Litera", 2013.
- Drugi dziennik, Kraków: Wydawnictwo Literackie, 2013.